# Eurysa magnifrons
Eurysa magnifrons är en insektsart som först beskrevs av Crawford 1914.  Eurysa magnifrons ingår i släktet Eurysa och familjen sporrstritar. Inga underarter finns listade i Catalogue of Life.